# Hexatoma myrtea
Hexatoma myrtea är en tvåvingeart som först beskrevs av Alexander 1922.  Hexatoma myrtea ingår i släktet Hexatoma och familjen småharkrankar. Inga underarter finns listade i Catalogue of Life.